# Сот
Сот је насеље у Србији у општини Шид у Сремском округу. Према попису из 2022. било је 529 становника.

## Историја
Археолошки материјал који је до сада пронађен на подручју села Сот и ближе околине указује на чињеницу да је на овим просторима човек живео од прадавних времена. На археолошкој карти Војводине, Рудолф Шмит, Сот је забележен као насеље из времена неолитског доба. Археолошки Завод за заштиту споменика у Сремској Митровици потврдио је постојање четири локалитета на просторима села Сот. Реч је о налазиштима Градина, Долаче, Орнице и Градић.
Археолошки предмети нађени на простору Градине доступни су у Археолошком музеју у Загребу где су као поклон учитеља Ладислава Анкенбауера, трговца Косте Арсенића и свештеника Мате Маринковића доспели у периоду 1896.-1898. године. Док је један део налаза купљен 1901. године од Хајнриха Батора. Предмети углавном припадају каменом и бакарном добу. Међу предметима се налазе и керамички налази који указују на Баденску културу, која је прва индоевропска култура која је дошла у ове крајеве.
Археолошко налазиште Долаче указује да је на овом простоту било мање насеље. Материјал пронађен на овом локалитету чива се у Музеју Војводине и Музеју Срема.
Археолошко налазиште Орнице изнедрило је праисторијску керамику која потиче са краја средњег и позног бронзаног доба и припада групи старије и млађе фазе Белегиш-групе. Материјал пронађен на овом локалитету чива се у Музеју Војводине и Музеју Срема.
Археолошко налазиште Градић према истраживањима из 1969. године је средњовековна некропола. На овом налазишти пронађени су керамика, фрагментована римска опека и мноштво људских костију. У подножју Градића приликом истраживања овог дела 1979. године пронађена је пећ из позног средњег века. Пећ је служила за печење керамике.

## Римска владавина
Најстарија пронађена карта ових крајева у Римском периоду је Појтингерова табла која показује римске путеве са станицама и већим насељима. На њој је забележена околина Сота. Нема битнијих података о самом месту Сот из овога времена, док је околина данашњег места Сот у том погледу богатија археолошким налазима.

## Први писани трагови места Сот
Сот се први пут помиње у мађарским документима 1297. године. Међутим, прва налазишта која доказују да је Сот био настањен много раније нађена су на више локалитета у околини села. На потесу Градина пронађени су трагови насеља из периода неолита, сопотско-ленђелске културне групе. Упоредо са Сотом, постојало је и место Пакледин које почетком 18. века престаје да постоји.

## Средњи век
У средњем веку Сот се помиње у списима поседа племићких породица Горјански, Хорват, Рашкаи и Гереб. У периодима владавине Горјанских, Сот је забележен као утврђење. Под Турцима је од 1526. до 1688. када су десетину и друге дажбине плаћали турском поседнику Кенесаковићу из Нијемаца. Од ослобођења од Турака, заједно са већим делом Срема припали су поседима италијанског грофа Одескалкија. У првом нађеном попису породица из 1736. године помиње се 12 породичних старешина у Соту и 28 у суседном Пакледину. Пресељење Пакледина у Сот догодило се 1742. године највероватније због изградње Римокатоличке цркве Св. Катарине у Соту.

## Период Аустроугарске владавине
После 1848. године и ослобађања од феудалне власти Сот је у саставу Аустроугарске монархије до 1918. године.

## Стварање Краљевине СХС
Стварањем краљевине СХС Сот улази у састав Илочког среза и Дунавске бановине. Стварањем Бановине Хрватске и Сот са илочким срезом улази у њен састав, У овом статусу село је било до почетка Другог светског рата када потпада под Павелићеву НДХ.

## Други светски рат и СФРЈ
Село Сот је у Другом светском рату припало Независној држави Хрватској.
Забележено је да је током управе НДХ над овим простором локални свештеник римокатоличке цркве био против покрштавања не-римокатоличког становништва, праксе коју је спроводила злочиначка НДХ пре свега над српским становништвом.
Током ратног периода на подручју Сота било је неколико партизанских акција која су углавном имале за циљ одузимање наоружања локалним усташким властима. Према подацима из Сота било је између 61 и 75 учесника НОП-а.
На сотском гробљу сахрањени су борци Вучелија Мирко и Вуковић Милорад који су у локалној болници преминули од задобијених рана на Сремском фронту.
У овом периоду село Сот је доживело тужну судбину да је у усташким фабрикама смрти по расним законима село очишћено од Јевреја.
Село је ослобођено 04.12.1944. године.
Стварањем републичке границе између Републике Хрватске и Републике Србије Сот је од 1948. године припао срезу Шид у НР Србији.

## Распад СФРЈ и трагични ратови 90тих
Након рата деведесетих година долази до великих миграција становништва и мењања националне структуре села.
Током НАТО агресије против Савезне републике Југославије 1999. године село погодила ракета која није експлодирала. Највероватније се радило о ракети која је била намењена рушењу моста "25. мај" који се налази у непосредној близини.

## Верски објекти
У селу се налази римокатоличка црква Свете Катарине, као и објекат Српске православне цркве Црква Светих апостола Петра и Павла.
Поред набројаних у Соту се налазе два мања сакрална објекта верника римокатоличке цркве - Капела Мала госпа, изграђена 1928. године као копија светилишта у Лурду, и Капела Света Ана изграђена 1918. године.

## Демографија
У насељу Сот живи 651 пунолетни становник, а просечна старост становништва износи 42,2 година (38,9 код мушкараца и 45,6 код жена). У насељу има 290 домаћинстава, а просечан број чланова по домаћинству је 2,70.
Становништво у овом насељу веома је нехомогено, а у последња три пописа, примећен је пад у броју становника.
|  |

| Демографија | Демографија | Демографија |
| Година      | Становника  | Становника  |
| ----------- | ----------- | ----------- |
| 1948.       | 1.202       |             |
| 1953.       | 1.279       |             |
| 1961.       | 1.272       |             |
| 1971.       | 1.077       |             |
| 1981.       | 900         |             |
| 1991.       | 819         | 801         |
| 2002.       | 791         | 816         |

| Етнички састав према попису из 2002.‍ | Етнички састав према попису из 2002.‍ | Етнички састав према попису из 2002.‍ | Етнички састав према попису из 2002.‍ | Етнички састав према попису из 2002.‍ |
| ------------------------------------ | ------------------------------------ | ------------------------------------ | ------------------------------------ | ------------------------------------ |
|                                      |                                      |                                      |                                      |                                      |
| Срби                                 | Срби                                 |                                      | 340                                  | 42,98%                               |
| Хрвати                               | Хрвати                               |                                      | 317                                  | 40,07%                               |
| Мађари                               | Мађари                               |                                      | 33                                   | 4,17%                                |
| Словаци                              | Словаци                              |                                      | 28                                   | 3,53%                                |
| Југословени                          | Југословени                          |                                      | 15                                   | 1,89%                                |
| Русини                               | Русини                               |                                      | 7                                    | 0,88%                                |
| Немци                                | Немци                                |                                      | 1                                    | 0,12%                                |
| непознато                            | непознато                            |                                      | 45                                   | 5,68%                                |

| Година пописа     | 1948. | 1953. | 1961. | 1971. | 1981. | 1991. | 2002. |
| ----------------- | ----- | ----- | ----- | ----- | ----- | ----- | ----- |
| Број домаћинстава | 321   | 365   | 372   | 336   | 323   | 301   | 290   |

| Број чланова      | 1  | 2  | 3  | 4  | 5  | 6  | 7 | 8 | 9 | 10 и више | Просек |
| ----------------- | -- | -- | -- | -- | -- | -- | - | - | - | --------- | ------ |
| Број домаћинстава | 83 | 74 | 40 | 56 | 18 | 15 | 4 | 0 | 0 | 0         | 2,70   |

| Пол    | Укупно | Неожењен/Неудата | Ожењен/Удата | Удовац/Удовица | Разведен/Разведена | Непознато |
| ------ | ------ | ---------------- | ------------ | -------------- | ------------------ | --------- |
| Мушки  | 326    | 105              | 182          | 23             | 13                 | 3         |
| Женски | 348    | 53               | 179          | 105            | 11                 | 0         |
| УКУПНО | 674    | 158              | 361          | 128            | 24                 | 3         |

| Пол    | Укупно                    | Пољопривреда, лов и шумарство | Рибарство                            | Вађење руде и камена | Прерађивачка индустрија       |
| ------ | ------------------------- | ----------------------------- | ------------------------------------ | -------------------- | ----------------------------- |
| Мушки  | 148                       | 80                            | 0                                    | 0                    | 25                            |
| Женски | 77                        | 38                            | 0                                    | 0                    | 7                             |
| УКУПНО | 225                       | 118                           | 0                                    | 0                    | 32                            |
| Пол    | Производња и снабдевање   | Грађевинарство                | Трговина                             | Хотели и ресторани   | Саобраћај, складиштење и везе |
| Мушки  | 0                         | 5                             | 5                                    | 0                    | 3                             |
| Женски | 0                         | 0                             | 10                                   | 1                    | 1                             |
| УКУПНО | 0                         | 5                             | 15                                   | 1                    | 4                             |
| Пол    | Финансијско посредовање   | Некретнине                    | Државна управа и одбрана             | Образовање           | Здравствени и социјални рад   |
| Мушки  | 1                         | 0                             | 4                                    | 0                    | 3                             |
| Женски | 0                         | 1                             | 0                                    | 3                    | 8                             |
| УКУПНО | 1                         | 1                             | 4                                    | 3                    | 11                            |
| Пол    | Остале услужне активности | Приватна домаћинства          | Екстериторијалне организације и тела | Непознато            | Непознато                     |
| Мушки  | 4                         | 0                             | 0                                    | 18                   | 18                            |
| Женски | 3                         | 0                             | 0                                    | 5                    | 5                             |
| УКУПНО | 7                         | 0                             | 0                                    | 23                   | 23                            |